# 것대로
것대로(Geotdae-ro)는 충청북도 청주시 상당구 산성동에 있는 도로로, 총 연장은 802m이다. 

## 유래
이름이 유래된 것은 옛 자연부락인 것대(거죽)마을이라는 이름의 사용으로 역사성 및 지역 특성을 반영한 것에서 유래되었다.

## 역사
- 2010년 2월 5일 : 도로명으로 것대로를 고시

## 주요 경유지
- 청주시
  - 상당구 (산성동)

## 접속하는 도로
- 직결 : 성내로
- 교차 : 산성로

## 주요 건물 및 시설
- 청주신선주 (것대로 5/산성동 366-2)
- 산성교회 (것대로 43/산성동 347-3)
- 산성동것대노인정 (것대로 57-1/산성동 317-3)